# Abbaye bénédictine de Michaelbeuern
L'Abbaye bénédictine de Michaelbeuern (en allemand : Benediktinerabtei Michaelbeuern ; en latin : S. Michaelis Archangelis apud Beurn) est un monastère du VIIIe siècle situé à Dorfbeuern dans la région de Salzbourg en Autriche, à environ 30 kilomètres au nord de la ville de Salzbourg.

## Histoire
À l'époque de l'abbé-évêque de Salzbourg Flobrigis, vers 736, une cellule de moine existe déjà. Elle est appelée Buria dans le répertoire du monastère d'Aix-la-Chapelle de 817,.  
Sous le comte palatin Hartwig Ier, l'abbaye est rétablie et les familles les plus importantes du pays travaillent à sa rénovation au Moyen Âge central.
Après la reconsécration de la basilique romane à piliers le 18 juillet 1072 par le patriarche Sieghard von Aquileia et l'archevêque Gebhard de Salzbourg, Michaelbeuern devient un monastère double. Werigand est le premier abbé connu du monastère. Son règne est daté de 1072 à 1100. Michaelbeuern prospère sous l'abbé Walther (1161–1190) ; il acquiert la Bible atlantique qui porte son nom, écrite vers 1140. Les moines assument de plus en plus le service pastoral dans les communes environnantes, ainsi qu'à Seewalchen am Attersee, dans le quartier d'Obersulz et dans le 18e arrondissement de Vienne, où le quartier Michelbeuern (aujourd'hui le 9e arrondissement ou Alsergrund) sur la Gurtel porte encore le nom du monastère. Il existe des preuves d'une école conventuelle dès le XIIIe siècle, qui plus tard a également formé des garçons de chœur.
Les temps de crise, provoqués par des catastrophes naturelles comme l'incendie de 1364, par une mauvaise gestion dans l'attribution des bénéfices et par les effets de la Réforme, alors que le couvent ne comptait que trois moines, n'ont été que brièvement interrompus par des phases d'essor. 
Une consolidation à long terme de Michaelbeuern n'a commencé qu'au XVIIe siècle, ce qui s'est reflété dans la spiritualité, les tâches pastorales et éducatives de grande envergure et dans les activités de construction qui s'étendent. Environ vingt-cinq moines ont enseigné à l'Université bénédictine de Salzbourg.
Des artistes importants de l'époque, le sculpteur Meinrad Guggenbichler et le peintre Johann Michael Rottmayr, ont créé le maître-autel de la collégiale baroque. Le fonds du monastère et la bibliothèque ont été reconstruits sous l'abbé Anton Moser et la salle de l'abbaye a été décorée de fresques par Franz Nikolaus Streicher en 1771. En 1835, l'ancien monastère ermite augustinien de Salzbourg-Mülln a été transféré au monastère, où les moines de l'actuelle paroisse de Mülln (de) et, jusqu'en septembre 2008, Maxglan (de) ont assumé des tâches pastorales.
Les écoles et les églises sont fermées sous l'Allemagne nazie et les moines sont expulsés. La vie monastique reprend peu après la Seconde Guerre mondiale et en 1950 la collégiale reromanisée est reconsacrée.